# Reem Awad
Pour les articles homonymes, voir Awad.
Reem Awad ou Reem Osama (née le 28 juin 1993) est une joueuse égyptienne de basket-ball, au poste d'arrière. Elle est membre de l'équipe d'Égypte de basket-ball féminin et a participé au championnat d’Afrique de basket-ball féminin 2017.

## Palmarès
- Médaille d'argent du Championnat d'Afrique de basket-ball féminin des 16 ans et moins en 2009